# Chlorophorus aegyptiacus
Chlorophorus aegyptiacus là một loài bọ cánh cứng trong họ Cerambycidae.